# 马克·克洛克
马克·克洛克（英語：Marc Anthony Klok，1993年4月20日—）是印尼足球运动员，司职中场与边锋。目前效力印尼甲組聯賽俱乐部佩西比萬隆，同时也代表印度尼西亚国家足球队。

## 荣誉

### 俱乐部
切爾諾莫雷
- 保加利亞盃：2015
- 保加利亞超級盃：2015

望加锡
- 印尼盃：2019

佩斯查雅加達
- Menpora Cup：2021

### 国家队
印尼U23
- 东南亚运动会：铜牌2021